# 함창군
| Daedongyeojido (Gyujanggak) 15-03.jpg |  |
|                                       |  |

함창군(咸昌郡)은 함창읍을 중심으로 공검면과 이안면의 상주시 북부 1읍2면에 있던 옛 행정 구역이다. 면적은 135.21km2이다.

## 고령가야
가야시대에 고령가야가 있던 지역이라고 알려져 있지만 실은 이 지역은 애초에 진한의 사벌국에 속해 가야나 변한과는 전연 무관한 지역이다.
합창읍 회천리에 전고령가야왕릉(傳古寧伽倻王陵)이 경북기념물 제26호로 전해진다.

## 역사
- 인근 사벌면에 선사유적이 확인되었다. 뚜렷한 유적은 발견되지 않았다.

- 삼국지 위지 동이전에 호로국(戶路國)이 있었다고 전한다. 후에 사벌국의 영역이 되었다.

- 249년 첨해왕 3년 석우로의 신라군이 사벌국을 정벌해 사벌지역에 사벌주를 설치했다.

함창군 지역에 고동람군(古冬攬郡)이 설치되었다. 고동람군은 고릉(古陵)이라고도 했다.
- 757년 경덕왕 16년에 전국의 행정체제및 행정단위의 명칭을 개혁하면서 고령군(古寧郡)으로 개명하고 가선현(嘉善縣), 관산현(冠山縣),  호계현(虎溪縣)의 3현을 관할하였다.

- 신라말에 이 지역에 이주해 왔던 가야유민들이 독립국을 세워 신라정부에 반기를 들었다.

- 940년 천수23년 가야국의 명칭을 5가야로 개명하면서 고령가야국으로 와전(訛傳)되기 시작했다.

- 964년 고려 광종 15년에 함녕군(咸寧郡)으로 개명했다.

- 995년 고려 성종14년 전국을 10도로 제편하며 영남도가 되었다.

- 1018년 고려 현종 9년에 상주에 합병되었다가 나중에 함창현으로 부활했다.

- 1895년 23부府제로 행정구역이 재편되면서 안동부 관할 4등군의 함창군이 되었다가 이듬해 13도제로 환원되면서 경상북도에 편입되었다.

| 통폐합 전 | 통폐합 후 (상주군) | 통폐합 후 (상주군)                                             |
| 구 행정구역 | 신 행정구역        | 신 행정구역                                                    |
| --- | ------------------ | -------------------------------------------------------------- |
| 함창군 현내면(縣內面) 교촌리, 구아리/금취리/우통리/증촌리 일부/구향리 일부/(북면)성동리, 오동리/목교리/성내리/구향리 일부, 오사리/신평리, 창신리/창촌리/증촌리 일부, 태봉리                                                                                 | 함창면             | 교촌리, 구향리, 오동리, 오사리, 증촌리, 태봉리                 |
| 함창군 동면(東面) 금곡리/송현리 일부, 신덕리/송현리 일부, 신흥리/탑동리/저곡리/검은리/(수하면)중촌리 일부, 하갈리/(상주군 외서면)퇴하리 일부 | 함창면             | 금곡리, 신덕리, 신흥리, 하갈리                                 |
| 함창군 북면(北面) 나한리/입암리/선암리 일부, 대조리/신리/사현리/정촌리/선암리 일부, 덕통리 일부/윤직리 일부/(문경군 영순면)하차리 일부, 당교리/쌍화리/두산리/용지리/윤직리 일부/(문경군 영순면)달산리 일부/(문경군 호서남면)모전리 일부, 척동리/덕통리 일부 | 함창면             | 나한리, 대조리, 덕통리, 윤직리, 척동리                         |
| 함창군 남면(南面) 동막리 일부/병암리 일부, 역곡리/서당리, 율곡리/법구리, 부곡리/지포리/오리/동막리 일부, 판야리/병암리 일부, 봉정리/사정리/양정리 일부, 오태리/용호리/(상주군 외서면)가산리 일부, 화동리 일부                                               | 공검면             | 동막리, 역곡리, 율곡리, 부곡리, 병암리, 양정리, 오태리, 화동리 |
| 함창군 수상면(水上面) 예주리/중검리/하검리/광곡리, 중소리/하소리/장계리 일부, 지평리/장계리 일부/(수하면)여물리 일부, 하흘리/상흘리 일부/(상주군 외서면)이촌리 일부                                                                                         | 공검면             | 예주리, 중소리, 지평리, 하흘리                                 |
| 함창군 수하면(水下面) 상가리/하가리, 소암리/봉평리/봉림리/흑암리 일부, 주암리/여물리 일부, 모정리/율정리/신지리/중촌리 일부, 공동/봉남리/옥산리/지산리 일부, 대가리/흑암리 일부                                                                             | 이안면             | 가장리, 소암리, 여물리, 중촌리, 지산리, 흑암리                 |
| 함창군 상서면(上西面) 대현리, 녹동/문창리/서봉리 일부, 양범리/구릉리/검한리/서봉리 일부/(수하면)지산리 일부, 아천리/어곡리/시곡리/염도리/적장리, 안용리/선동리/사음리, 저음리                                                                               | 이안면             | 대현리, 문창리, 양범리, 아천리, 안용리, 저음리                 |
| 함창군 수상면 치동/마점리/어항리/황령리 | 은척면             | 황령리                                                         |
- 1914년에 일제에 의한 행정폐합으로 상주군에 합병되었다. 산하 7면이 함창, 공검, 이안의 3면으로 제편되었다.

- 1980년 12월 1일 함창면이 읍으로 승격되었다.

## 같이 보기
- 고령가야